# Schermen op de Olympische Zomerspelen 2004

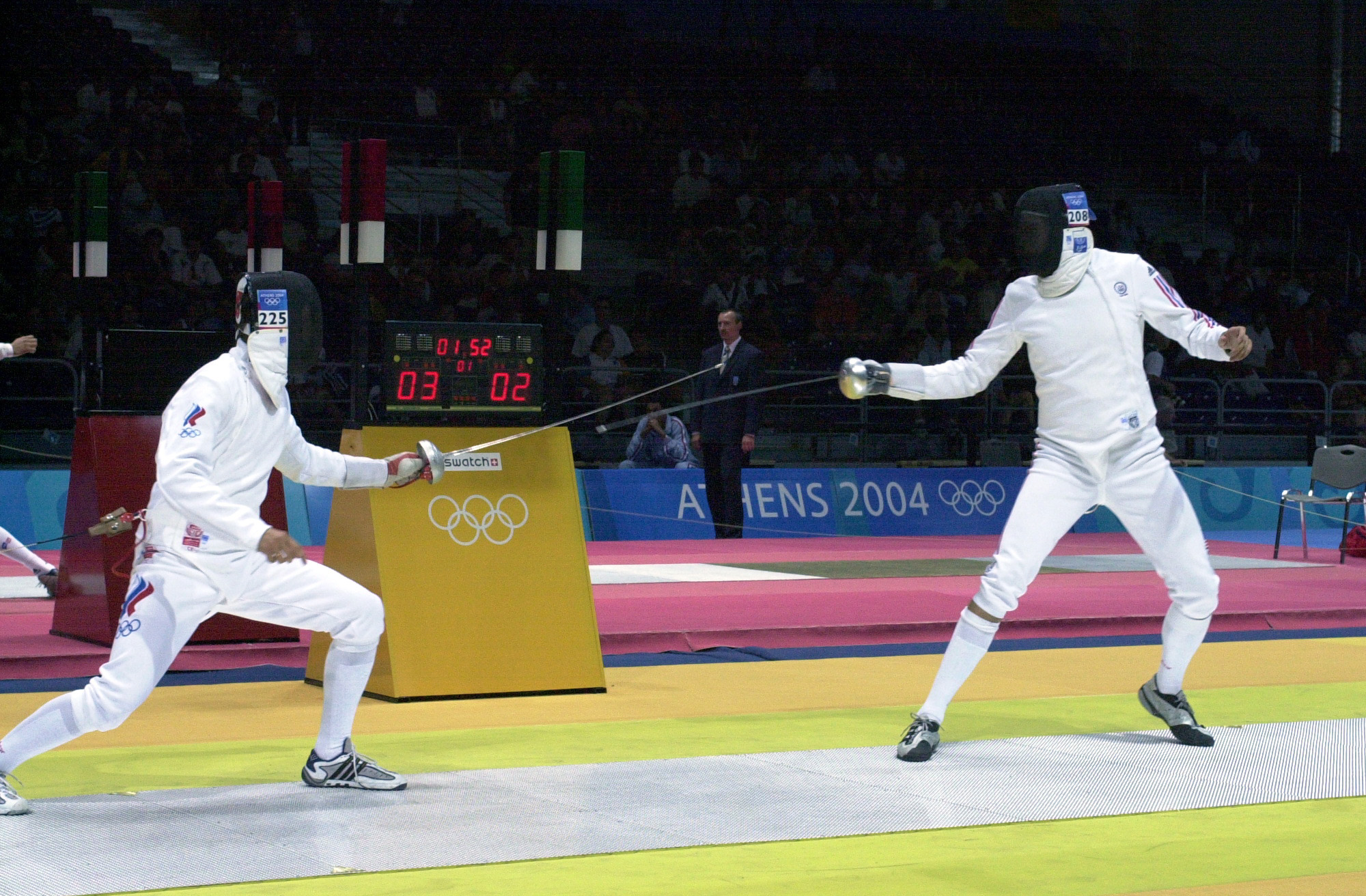
Schermen op de Olympische Zomerspelen 2004 (Igor Tourchine vs. Weston Seth Kelsey)

Schermen is een van de sporten die beoefend werden tijdens de Olympische Zomerspelen 2004 in Athene.

## Heren

### floret individueel
| rang   | sporter(s)      | land |
| ------ | --------------- | ---- |
| Goud   | Brice Guyart    | FRA  |
| Zilver | Salvatore Sanzo | ITA  |
| Brons  | Andrea Cassarà  | ITA  |
| 4      | Renal Ganejev   | RUS  |
| 5      | Simone Vanni    | ITA  |
| 6      | Peter Joppich   | GER  |
| 7      | Wu Hanxiong     | CHN  |
| 8      | Richard Kruse   | GBR  |

### floret team
| rang   | sporter(s)                                                                | land |
| ------ | ------------------------------------------------------------------------- | ---- |
| Goud   | Salvatore Sanzo Simone Vanni Andrea Cassarà Matteo Zennaro                | ITA  |
| Zilver | Ye Chong Dong Zhaozhi Wu Hanxiong Wang Haibin                             | CHN  |
| Brons  | Renal Ganejev Joeri Moltjsan Vjatsjeslav Pozdnijakov Roeslan Nassiboellin | RUS  |
| 4      | Dan Kellner Jonathan Tiomkin Jedediah Dupree Gregory Chang                | USA  |
| 5      | Loïc Attelly Jean-Noël Ferrari Brice Guyart Erwann Le Pechoux             | FRA  |
| 6      | André Wessels Peter Joppich Simon Senft Ralf Bißdorf                      | GER  |
| 7      | Choi Byung-chul Ha Chang-duk Kim Woon-sung Park Hee-Kyung                 | KOR  |
| 8      | Mustafa Nagaty Tamer Mohamed Tahoun Ali Tarek Mustafa Anwar               | EGY  |

### degen individueel
| rang   | sporter(s)       | land |
| ------ | ---------------- | ---- |
| Goud   | Marcel Fischer   | SUI  |
| Zilver | Wang Lei         | CHN  |
| Brons  | Pavel Kolobkov   | RUS  |
| 4      | Érik Boisse      | FRA  |
| 5      | Fabrice Jeannet  | FRA  |
| 6      | Silvio Fernandez | VEN  |
| 7      | Soren Thompson   | USA  |
| 8      | Daniel Strigel   | GER  |

### degen team
| rang   | sporter(s)                                                           | land |
| ------ | -------------------------------------------------------------------- | ---- |
| Goud   | Hugues Obry Érik Boisse Fabrice Jeannet Jérôme Jeannet               | FRA  |
| Zilver | Krisztián Kulcsár Iván Kovács Gábor Boczkó Géza Imre                 | HUN  |
| Brons  | Sven Schmid Jörg Fiedler Daniel Strigel Norman Ackermann             | GER  |
| 4      | Sergej Kotsjetkov Igor Toertsjin Pavel Kolobkov Igor Radoegin        | RUS  |
| 5      | Vitali Osjarov Bohdan Nikisjin Dmitri Karjoetsjenko Maksym Chvorost  | UKR  |
| 6      | Cody Mattern Weston Kelsey Joseph Viviani Soren Thompson             | USA  |
| 7      | Wang Lei Xie Yongjun Tuo Tong Zhao Gang                              | CHN  |
| 8      | Yasser Mahmoud Ibrahim Ibrahim Ahmed Nabil Mohanad Saif El Din Sabry | EGY  |

### sabel individueel
| rang   | sporter(s)           | land |
| ------ | -------------------- | ---- |
| Goud   | Aldo Montano         | ITA  |
| Zilver | Zsolt Nemcsik        | HUN  |
| Brons  | Vladislav Tretjak    | UKR  |
| 4      | Dmitri Lapkes        | BLR  |
| 5      | Vladimir Loekasjenko | UKR  |
| 6      | Stanislav Pozdnjakov | RUS  |
| 7      | Mihai Covaliu        | ROU  |
| 8      | Sergej Tsjarikov     | RUS  |

### sabel team
| rang   | sporter(s)                                                                   | land |
| ------ | ---------------------------------------------------------------------------- | ---- |
| Goud   | Julien Pillet Damien Touya Gaël Touya                                        | FRA  |
| Zilver | Luigi Tarantino Giampiero Pastore Aldo Montano                               | ITA  |
| Brons  | Sergej Tsjarikov Stanislav Pozdnjakov Aleksej Diatsjenko Aleksej Jakimenko   | RUS  |
| 4      | Keeth Smart Jason Rogers Ivan Lee Timothy Morehouse                          | USA  |
| 5      | Zsolt Nemcsik Kende Fodor Domonkos Ferjancsik Balázs Lengyel                 | HUN  |
| 6      | Oleg Sjtoerbabin Vladimir Kaljoezhnii Vladimir Loekasjenko Vladislav Tretjak | UKR  |
| 7      | Wang Jingzhi Huang Yaojiang Chen Feng Zhou Hanming                           | CHN  |
| 8      | Konstantinos Manetas Dimitris Kostakos Marios Basmatzian Jason Dourakos      | GRE  |

## Dames

### floret individueel
| rang   | sporter(s)           | land |
| ------ | -------------------- | ---- |
| Goud   | Valentina Vezzali    | ITA  |
| Zilver | Giovanna Trillini    | ITA  |
| Brons  | Sylwia Gruchała      | POL  |
| 4      | Aida Mohamed         | HUN  |
| 5      | Laura Cârlescu Badea | ROU  |
| 6      | Gabriella Varga      | HUN  |
| 7      | Adeline Wuillème     | FRA  |
| 8      | Nam Hyun-hee         | KOR  |

### degen individueel
| rang   | sporter(s)            | land |
| ------ | --------------------- | ---- |
| Goud   | Tímea Nagy            | HUN  |
| Zilver | Laura Flessel-Colovic | FRA  |
| Brons  | Maureen Nisima        | FRA  |
| 4      | Ildikó Mincza-Nébald  | HUN  |
| 5      | Imke Duplitzer        | GER  |
| 6      | Zhang Li              | CHN  |
| 7      | Kim Hee-jeong         | KOR  |
| 8      | Jeanne Hristou        | GRE  |

### degen team
| rang   | sporter(s)                                                                | land |
| ------ | ------------------------------------------------------------------------- | ---- |
| Goud   | Tatjana Logoenova Karina Aznavoerjan Oksana Jermakova Anna Sivkova        | RUS  |
| Zilver | Imke Duplitzer Britta Heidemann Claudia Bokel Marijana Markovic           | GER  |
| Brons  | Maureen Nisima Hajnalka Kiraly Picot Laura Flessel-Colovic Sarah Daninthe | FRA  |
| 4      | Monique Kavelaars Sherraine MacKay Julie Leprohon Catherine Dunnette      | CAN  |
| 5      | Ildikó Mincza-Nébald Adrienn Hormay Hajnalka Tóth Tímea Nagy              | HUN  |
| 6      | Shen Weiwei Zhong Weiping Li Na Zhang Li                                  | CHN  |
| 7      | Kim Hee-jeong Go Jung-nam Lee Keum-nam Kim Mi-jung                        | KOR  |
| 8      | Niki Sidiropoulou Jeanne Hristou Dimitra Magkanoudaki Panayiota Lionti    | GRE  |

### sabel individueel
| rang   | sporter(s)             | land |
| ------ | ---------------------- | ---- |
| Goud   | Mariel Zagunis         | USA  |
| Zilver | Tan Xue                | CHN  |
| Brons  | Sada Jacobson          | USA  |
| 4      | Catalina Gheorghitoaia | ROU  |
| 5      | Jelena Netsjajeva      | RUS  |
| 6      | Léonore Perrus         | FRA  |
| 7      | Jelena Jemajeva        | AZE  |
| 8      | Zhang Ying             | CHN  |

## Medaillespiegel
| rang   | land             | goud | zilver | brons | totaal |
| ------ | ---------------- | ---- | ------ | ----- | ------ |
| 1      | Italië           | 3    | 3      | 1     | 7      |
| 2      | Frankrijk        | 3    | 1      | 2     | 6      |
| 3      | Hongarije        | 1    | 2      | 0     | 3      |
| 4      | Rusland          | 1    | 0      | 3     | 4      |
| 5      | Verenigde Staten | 1    | 0      | 1     | 2      |
| 6      | Zwitserland      | 1    | 0      | 0     | 1      |
| 7      | China            | 0    | 3      | 0     | 3      |
| 8      | Duitsland        | 0    | 1      | 1     | 2      |
| 9      | Oekraïne         | 0    | 0      | 1     | 1      |
| 9      | Polen            | 0    | 0      | 1     | 1      |
| totaal | totaal           | 10   | 10     | 10    | 30     |

Athene 1896 · 
Parijs 1900 · 
St. Louis 1904 · 
Athene 1906 · 
Londen 1908 · 
Stockholm 1912 · 
Antwerpen 1920 · 
Parijs 1924 · 
Amsterdam 1928 · 
Los Angeles 1932 · 
Berlijn 1936 · 
Londen 1948 · 
Helsinki 1952 · 
Melbourne 1956 · 
Rome 1960 · 
Tokio 1964 · 
Mexico-Stad 1968 · 
München 1972 · 
Montréal 1976 · 
Moskou 1980 · 
Los Angeles 1984 · 
Seoel 1988 · 
Barcelona 1992 · 
Atlanta 1996 · 
Sydney 2000 · 
Athene 2004 · 
Peking 2008 · 
Londen 2012 · 
Rio de Janeiro 2016 · 
Tokio 2020 · 
Parijs 2024 · 
Los Angeles 2028 
Medaillewinnaars
Atletiek · Badminton · Basketbal · Boksen · Boogschieten · Gewichtheffen · Gymnastiek · Handbal · Hockey · Honkbal · Judo · Kanovaren · Moderne vijfkamp · Paardensport · Roeien · Schermen · Schietsport · Schoonspringen · Softbal · Synchroonzwemmen · Taekwondo · Tafeltennis · Tennis · Triatlon · Voetbal · Volleybal · Waterpolo · Wielersport · Worstelen · Zeilen · Zwemmen